# Walter Leslie Wilmshurst

Walter Leslie Wilmshurst (n. 22 iunie 1867 - d. 10 iulie 1939) a fost un scriitor și mason englez, având o activitate extrem de importantă în cadrul Lojei Marelui Orient, unde a activat vreme îndelungată ca arhivar.

## Biografie
Preocupat de partea mistică a masoneriei, a lăsat o serie de scrieri de cea mai mare relevanță pentru masoneria de pretutindeni, ajutat fiind de erudiția sa extraordinară și de pasiunea pentru Marea Operă.

## Traduceri în limba română
- "Masoneria și înțelesul ei tainic", Traducere din limba engleză: Ilie Iliescu, Editura Herald, Colecția Esoterica, Seria Inițieri, București, 2012, 240 p., ISBN 978-973-111-275-6